# 주위안하오
주위안하오(중국어: 朱元豪, 1990년 9월 6일~)는 중국의 바둑 기사이다.

## 약력
- 갑조리그 사천팀 소속
- 2005년 후지쯔배 U15소년대회 준우승
- 2004년 신수배 우승
- 2005년 서남왕배 준우승
- 2009년 제16회 신인왕전 준우승(대 스웨 0:2)
- 2012년 제1회 바이링배 64강
- 2014년 기성전 8강